# Вайскугел
Вайскугел (на немски Weißkugel) е връх в Алпите, втори по височина в Йоцталските Алпи и трети в Австрия (3739 м). Отстъпва само на Гросглокнер (1798 м) и Вилдшпице (3774 м). Намира се на границата между Австрия и Италия, поради което има и италианско име - Пала Бианка (Palla Bianсa). Буквалният превод и на двата езика е „бяла топка“, но това не е коректно. Най-ранното название е Вайскогел, тоест с частичката, която присъства в имената на много други австрийски върхове. Тя означава нещо кръгло, така че преводът не се оказва толкова неточен.
Вайскугел има добре изразена пирамидална форма (типичен карлинг) с четири страни и четири ръба, а също така и четири ледника. Остава не много известен поради близостта си с Вилдшпице (15 км) и рядко на него се изкачват алпинисти. Това е необикновено, защото се вижда добре от един от най-известните алпийски проходи - Стелвио.
За първи път е изкачен от виенчанина Йозеф Антон Шпехт на 30 септември 1861 г. с трима местни водачи. Между тях е и Леандер Клоц - първият покорител на Вилдшпице. Според други сведения първите хора на върха са Йохан Гуршлер и Йозеф Вайтхалм в средата на ХІХ в.